# Malagonia acypera
Malagonia acypera är en fjärilsart som beskrevs av George Francis Hampson 1902. Malagonia acypera ingår i släktet Malagonia och familjen nattflyn. Inga underarter finns listade i Catalogue of Life.